# Carenas
Carenas es un municipio y localidad española de la provincia de Zaragoza, en la comunidad autónoma de Aragón. El término municipal tiene una población de 167 habitantes (INE 2024).

## Localización
Carenas se localiza en la comarca de Calatayud, a unos 20 km de distancia del límite provincial de Zaragoza, y a unos 112 km de esta capital autonómica. Está situado en el valle del río Piedra, en la falda de un pequeño montículo, y rodeado de suaves colinas. Los pueblos más cercanos son Castejón de las Armas, Ateca, Alhama de Aragón, Ibdes y Nuévalos. La presa del embalse de la Tranquera está en el término municipal de Carenas, compartiendo su cabecera con Nuévalos. Al mencionado embalse se puede acceder por un desvío de la carretera A-1501 dirección Alhama/Nuévalos.

## Clima
El clima es mediterráneo-continental con crudos inviernos, registrándose las temperaturas más bajas en los meses de diciembre, enero y febrero, llegando los termómetros a -12 °C. Los veranos son calurosos y secos, con máximas en julio y agosto, que alcanzan temperaturas de hasta 40 °C.  Las precipitaciones son escasas, giran en torno a los 400 mm anuales, alcanzándose las máximas precipitaciones en primavera y otoño. Entre 1960 y 1985 las precipitaciones medias registradas, para esta zona, eran de 456 mm anuales, mientras que en la década de 1990 y en los últimos años del siglo XX hubo un descenso, registrándose en el año 1999 unas precipitaciones de 398,2 mm anuales, y en el 2001 se acentuó la sequía, registrándose 234 mm anuales. Haciendo un cuadro comparativo, del año 1999, entre los pueblos colindantes, Alhama de Aragón, Ateca y la Tranquera, muestra los siguientes resultados: en Alhama se recogieron unas precipitaciones anuales de 322’6 mm, en Ateca 426,8 mm y en la Tranquera 373,8 mm. En estos datos se incluyen las precipitaciones por nieve, con registros para el mismo año de: 13 mm en Alhama, 22 mm en Ateca, y 27,3 mm en la Tranquera.
Las temperaturas bajo cero, se alcanzan en Alhama, Ateca y Tranquera, en los meses de diciembre, enero y febrero, respectivamente, con mínimas de -8,5 °C en Alhama y la Tranquera, y -10 °C en Ateca. En cuanto a las máximas, en Alhama fueron de 40 °C en agosto, de 39 °C en Ateca en el mes de agosto, y de 38 °C en La Tranquera, en el mismo mes.
Referente a las riadas, la más fuerte fue la del 20 de mayo de 1971 con 120 m³/s de caudal, se produjo como consecuencia del desbordamiento del embalse de la Tranquera, que se inició el 15 de mayo, día de San Isidro. La gran cantidad de agua caída ese mes rebosó el embalse, llegando a desbordarse por encima de las compuertas. Las precipitaciones suelen registrarse en forma de: aguaceros, con gruesas gotas; temporales con lluvia fina que duran dos o tres días; tormentas acompañadas de gran aparato eléctrico y que a veces van acompañadas de granizo o en forma de nieve en los inviernos.
Entre los vientos predominan:  el cierzo, de dirección norte, procedente del Moncayo, muy frío y seco; el «Huesca», de dirección nordeste, menos frío;  el levante o bochorno, de dirección este, de aire caliente; el viento solano, de dirección sureste, aire fresco que servía para aventar en las eras; «el sur», de dirección sur, también llamado viento del desierto o siroco, tormentoso con lluvia de barro; el ábrego, de dirección suroeste, también denominado «regañón alto» o castellano (de Guadalajara) y que suele traer agua segura y siempre asociado a fenómenos tormentosos; el «regañón medio», de dirección oeste, que barre las Muelas y es desecante e inestable.

## Vegetación
El clima ha dado lugar a montes áridos con escasa vegetación. Predomina la vid, que ha sufrido un gran retroceso, el almendro, el cerezo, con abundancia de aliagas, romero y el tomillo. En los últimos años del siglo XX se han producido plantaciones forestales de pinos, que aportan un nuevo paisaje en un terreno donde nunca existieron. En los aledaños del embalse se llevó a cabo una extensa plantación de pinos, más de 700 hectáreas, con el objetivo de evitar arrastres de tierra al embalse, dándole un agradable aspecto con el verdor de sus riberas; su monte de chaparras y encinas, con una extensión aproximada de 72 hectáreas, evita igualmente, los arrastres de sedimentos a la vega; no obstante, el manto vegetal está subordinado al clima continental de la zona. Su vega fue exuberante, debido a un amplio sistema de regadíos con abundancia de agua, lo que originó unos fértiles y verdes valles, que ahora se están abandonando. En la vega de Carenas han predominado, siempre, el cultivo de frutales: ciruelos, perales, cerezos, manzanos, etc., destacando los cultivos de huerta, como las judías, que dieron renombre a Carenas, por su apreciado consumo en la Corte y que junto con sus tomates, se comercializaban en amplias zonas de la península.
Merece especial atención el vino de Carenas. A finales del siglo XII los monjes del Cister, fundadores del monasterio de Piedra, promovieron la plantación de la vid en sus dominios, y las bodegas del Monasterio dan buen fe de la importancia que tenían los caldos de esta zona; le prestaron especial atención a la uva blanca, de la clase malvasía, que les permitía elaborar vinos espirituosos de una gran calidad. La viticultura ha continuado, desde entonces, con un sistema de cultivo claramente tradicional. La variedad predominante suele ser la garnacha negra y en segundo término, otras variedades blancas. Los calurosos días del verano, pero frescos por las noches, le dan a las vides un factor natural de calidad, al mantener una tersura y fragancia en el fruto que se transmite, posteriormente, al vino. La vendimia se inicia, por lo general, a finales de septiembre. En los años 1960 se constituyeron diversas cooperativas en Calatayud, consiguiendo la Denominación de Origen, y en las que se agruparon los viñedos de los términos municipales colindantes, entre ellos Carenas.

## Fauna
A lo largo de la historia se conocen especies de animales que tuvieron su hábitat en los montes de Carenas: águila, ánade, azor, búho, cernícalo, ciervo, codorniz, conejo, corzo, garduña, gato montés, gavilán, graja, halcón, jabalí, lince, lobo, oso, perdiz, tejón, zorra, y la nutria y marta en las riberas del río Piedra; aunque muchas de estas especies ya a finales del siglo XX había desaparecido, principalmente por su caza descontrolada, como en los casos del: oso (debió desaparecer en la época medieval), lobo (caza descontrolada), ciervo (desapareció en la época medieval, por la caza), lince (desapareció a principios del siglo XX), nutria y marta (desaparecieron al poco de construirse el embalse de la Tranquera, al no haber un caudal, mínimo, ecológico), junto con la anguila.
Diversos topónimos recuerdan la existencia de aquella fauna como:  La hoya lonsa (en aragonés osa = onsa), «la lobera» (lugar de cría de lobos), «valdarcón» (valle del halcón), «peña grajera» (poblada de grajos), «cerro de los conejos» (con abundancia de conejos), «barranco de los burros» (lugar donde se echan los animales muertos para ser alimento de los carroñeros), «cueva del búho» (existencia de búhos reales), etc.

## Historia
De sus orígenes prehistóricos hay constancia del Neolítico medio (4000-3500 a. C.) en el paraje de la Muela y de varios parajes más; se han encontrado distintas herramientas de sílex, donde, parece ser, fueron pequeños poblados. En el yacimiento de Somet se encontraron, igualmente, herramientas de sílex, de cobre y otros fragmentos metálicos, pertenecientes a la época del Bronce Medio (1500-1100 a. C.).  Durante la segunda Edad del Hierro, las herramientas metálicas alcanzan una alta producción. El material minero se extraía de las distintas explotaciones mineras de Carenas y alrededores, dando fama a las espadas que, en la zona, se templaban. Se encontraron, igualmente, cerámicas, algunas monedas de la época celtibérica, época romana y época musulmana.
El primer documento conocido sobre Carenas data del año 1128, en una concesión del Alfonso I de Aragón a uno de sus nobles, Pere Ramón, por servicios prestados, definiéndola con el nombre de ‘Carengena’. El segundo documento aparece con el nombre de ‘Carenis’ y data del año 1169, donde el Concejo de Calatayud concede los cañizares de Carenis a Andrés Iben Fabib (Andrés hijo de Fabib o Hbib: probablemente judío) y ese mismo año, Alfonso II concedía a los de Carenis, el boalar antiguo, (lugar donde pastaba el ganado). En 1174, Andrés Iben Fabib y su esposa María, autorizan a su hijo Domingo a ingresar como monje en el Monasterio de Santa María de Juncería, dando como dote el castillo de Carenas. En 1174, Andrés Iben aumenta la dote de su hijo Domingo, para el monasterio, dando la heredad de Carenis. En 1182, los Fueros de Calatayud son ratificados, en los aspectos religiosos, por el papa Lucio III, citando las iglesias de la Comunidad y por consiguiente la iglesia de la Pardina de Somet, de la que eran propietarios Carenas y los monjes de Piedra, sin que estos fueran partícipes de las décimas y primicias de este derecho, que correspondía a los Capítulos eclesiásticos de Ibdes y Munébrega, que regían esta primera iglesia cristiana del término de Carenas.
En 1119, el abad Jimeno, del Monasterio de Sta. Mª. de Juncería, vendió la heredad y el castillo de Carenis al abad Gaufrido, del Monasterio de Piedra, por 650 sueldos jaqueses, pasando el monje Domingo, hijo de Andrés Ibn Fabib, a residir en Piedra para estar más cerca de sus padres; al trasladarse el monje Domingo a Piedra, pasó con él la dote quedando los monjes del Monasterio de Piedra, propietarios de Carenas con todas sus pertenencias; esta posesión fue ratificada, en 1201, por el obispo Inocencio y en 1207, por Pedro II de Aragón.
En el año 1257, Jaime I el Conquistador concede a Piedra la potestad de poblar y construir en Carenis. Un año después, 1258, los de Carenis firman en Piedra la Carta Puebla o Primera Población; en este documento a los 30 nuevos repobladores de Carenas se les exigía vivir dentro del núcleo habitado para fomentar el crecimiento del pueblo. En 1260, viendo los monjes que no aumentaba la población para poder cultivar todas las tierras, conceden la Segunda Población en los mismos términos que la primera; estos nuevos pobladores, de procedencia franca y catalana, habían sido, anteriormente, propiedad de Andrés Ibn Fabib, por donación de Alfonso II.
De 1467 al 1469, según una leyenda, Fernando de Aragón cortejaba a Isabel de Castilla, a pesar de la prohibición de su padre Enrique IV;  por ser zona fronteriza y que los monjes bendecían los encuentros, en algunas ocasiones se alojaban en Carenas en la Casa Posada Real (calle Santa Ana). Todavía se conserva la habitación de Fernando el Católico con decoración de época y los escudos de Castilla, León, Navarra y Aragón, más un retrato de Isabel la Católica, pintado en el techo.
En 1488, Carenas tenía una población de 415 habitantes. En 1508, Fernando el Católico concede a Carenas el título de villa, con su correspondiente escudo, similar al Señal Real de Aragón, con la diferencia de una borla más en el remate de la corona. En 1543, la población de Carenas era de 455 habitantes. En 1604 murió en Carenas Gerónimo de Pasamonte, considerado uno de los posibles autores de El Quijote de Avellaneda.
Durante el siglo XVI apareció en Carenas la Inquisición en la figura del Santo Oficio. En 1627, Carenas inició el intento de independizarse del Monasterio de Piedra; tras largos y costosos litigios, consiguió sentencia favorable en 1664. En 1674, Carenas fue atacada por 300 hombres armados, procedentes de Ibdes y Munébrega alegando ocupación de pasos de ganado, en Somet; mataron, robaron e hicieron todo tipo de pillajes, talando los campos y las viñas; en 1682, la Real Audiencia dictó sentencia favorable a Carenas, consiguiendo nuevos derechos.
Desde 1713 al 1797, el número de habitantes pasó a ser de 720. En 1774 se reconstruyó el azud para uso del molino de harina y el riego de las vegas del Chorrillo. En 1710, las ermitas existentes en Carenas eran la ermita de Santa Ana, la ermita de San Juan, la del Sepulcro y la de San Sebastián. En 1787, aparecen censados en Carenas, con el título de infanzones (hidalgos): los Arrizabalaga, los Mendoza, los Luzón, los Cabrerizo y los Doñoro, con sus respectivos escudos.
En 1821, las Cortes aprobaron los límites de la provincia de Calatayud y el Ayuntamiento de Carenas pagó su correspondiente contribución, en Reales de vellón. En 1823, la población de Carenas era de 717 habitantes. En agosto de 1834 se declaró en Carenas el cólera morbo asiático, causando estragos en la población. Hacia mediados del siglo XIX, el lugar tenía contabilizada una población de 525 habitantes. Aparece descrito en el quinto volumen del Diccionario geográfico-estadístico-histórico de España y sus posesiones de Ultramar de Pascual Madoz de la siguiente manera:

CARENAS: l con ayunt, de la prov., aud. terr. y c. g. de Zaragoza (19 leg.), part. jud. y adm. de rent. de Ateca (2), dióc. de Tarazona (14): sit. á la márg. der. del r. Piedra en la falda de un cerro, es combatido principalmente por los vientos del N. y S., y disfruta de un clima saludable. Tiene 161 casas distribuidas en varias calles y plazas, con mas la de la municipalidad y la cárcel; otra que llaman de Alcaidia que pertenecia al monast. de Piedra, y es el edificio mejor y mas capaz del pueblo; una escuela de primeras letras dotada con 1,200 rs. y concurrida por 40 discipulos, y una igl. parr. (Sta. Ana) servida por un cura, un coadjutor y un sacristan; el curato es de entrada, y su presentacion correspondia al monast. de Ntra. Sra. de Piedra ya referido: el cementerio ocupa un parage ventilado fuera de la pobl.: los vec. del l. se surten para beber y usos domésticos de aguas de fuente, delgadas y saludables: el térm. confina por N. con los de Ateca y Castejon (1/2 leg.); por E. con los de Valtorres, Munebrega y Lavilueña (1); por S. con el de Nuévalos (3/4), y por O. con los de Godojos é Ibdes (1/2); en su circunferencia se encuentran 3 ermitas dedicadas al Sto. Sepulcro, á Sta. Ana y San Sebastian, y 2 granjas ó casas de campo llamadas de Cocos y de Somed; una de ellas está en mal estado, y la otra ocupa parte de este térm. y el de Nuévalos; ambas pertenecian al repetido monast. de Piedra: el terreno es quebrado pero de buena calidad; tiene monte muy poblado de encinas y rebollos; y la parte cultivada, bastante plantacion de viña y de árboles frutales; lo atraviesa el r. Piedra, que viniendo de Cimballa corre al NE., fertilizando alguna parte y dando impulso á las ruedas de un molino harinero; tambien mantiene pequeñas fáb. de aguardiente, y recine cerca de la granja de Somed las aguas de otro r. llamado Mesa, que pierde su nombre al incorporarse con el anterior; ambos tienen puentes de madera para su paso, y el Piedra otro de piedra cerca del l. de que hablamos: los caminos son locales, de herradura y se hallan en regular estado: el correo se recibe de Calatayud por balijero, llega los miércoles y domingos al anochecer, y sale los mismo dias al amanecer. prod.: trigo, cebada, avena, vino, cáñamo, lino, frutas, legumbres y hortalizas; cria ganado lanar y cabrio, caza de perdices, conejos y liebres, y pesca de truchas y anguilas. ind.: se reduce á las fáb. y molino de que hemos hablado, y el comercio á la esportacion de vino, cáñamo, lino, judias y fruta, é importacion de los art. de que carecen. pobl.: 110 vec., 525 alm. cap. prod.: 1.320.000 rs. imp.: 81,100 rs. contr.: 17,813 rs.; el presupuesto municipal asciende á 6,060 rs. vn., que se cubre con los prod. de los propios.
(Madoz, 1846, p. 560)

En 1857, Carenas contaba con 876 habitantes. De julio de 1884 a junio de 1885, se construyó el edificio del Ayuntamiento. De 1890 a 1900, la filoxera destruyó los viñedos obligando a una nueva replantación. En 1898, se producía la guerra de Cuba y Filipinas, siendo muchos los soldados de la localidad que participaron en ella. En 1899, se inauguró la luz eléctrica procedente de la fábrica de Nuévalos. En 1917, la población era de 995 habitantes con un rápido descenso, por emigración, tras la terminación de las obras del embalse de La Tranquera.

### Una rica industria medieval
- El horno se conoce su existencia en el año 1258 como propiedad del Monasterio de Piedra y su ubicación era la actual calle del Horno y aunque en 1638 el Concejo de Carenas construyó otro,  la población de Carenas estaba obligada a utilizar el horno de los monjes. Esta norma permaneció hasta el año 1664.
- El molino, situado junto al puente de Piedra, aparece citado en el año 1258; era, igualmente, propiedad de los Monjes de Piedra y los de Carenas estaban obligados a moler, únicamente, en ese molino, obligación que se mantuvo hasta el año 1664. A partir de ese año fueron libres de usar los molinos de otros lugares. En el término de Carenas se edificaron cuatro molinos: el primero construido por el Monasterio, el segundo fue obra del Concejo de Carenas, el tercero en Somet propiedad, también, del Monasterio y el cuarto en la zona del Rubial controlado, igualmente, por el Monasterio.
- El batán parece ser del año 1495, por documentos que hacen referencia al batanero que lo regentaba. El batán estaba situado en la zona llamada «Entrambos Ríos». En aquellos años el río Piedra se dividía en dos ramales, el ramal principal discurría, más o menos, por el cruce actual del río Piedra y el canal secundario por donde discurre el actual brazal. Entre los dos brazos del río se ubicaba el batán, donde se curtían las pieles y se trataban los paños.  Los tejedores, curtidores y boteros estaban relacionados con el batán.[4]
- El colmenar aparece en el año 1258 con dominio del Monasterio, haciendo referencia a las «Casas de las Colmenas», cerca de la Alcaidía. En el 1664 citan el colmenar junto a la zona antigua de la ermita de Santa Ana. En el Monasterio se le daba gran importancia a estas colmenas por el uso doméstico de la miel y el aprovechamiento de la cera para el uso de sus iglesias y ermitas; con mucha inventiva, los monjes, trabajaban la cera con procedimientos mecánico-hidráulicos.

Junto con estas industrias existían otras, que no por segundonas eran menos importantes, como: los hornos de yeso para la construcción, las caleras para fabricar y cocer la cal, el tejar para la fabricación de tejas, ladrillos y adobes. De estas industrias quedan, además de restos, los nombres que tomaron los lugares donde estaban ubicadas: barranco de los Hornillos, la Calera, cueva de la Greda, el Tejar, etc.
Los gremios tuvieron su ubicación dentro del pueblo:
- Albañiles y alarifes formaban un gremio de maestros de obras, albañiles, obreros, aprendices y canteros gallegos que, establecidos en Carenas, utilizaban la piedra, que se extraía de la Muela Pequeña, etc. En el siglo XIII se lee en documentos, la ayuda que este gremio prestó a los monjes del Císter, para la construcción del Monasterio, junto a maestros de obra musulmanes, de la morería de Terrer. Como dato se citan, en otros documentos, las muchas ocasiones que debido a la gran demanda en la construcción, se contrataban albañiles y alarifes de otras poblaciones. Hay documentación sobre los trabajos que se realizaron desde al 1492 al 1933 con el último maestro albañil Antimo Lacarta.
- Los alfareros estaban instalados con sus alfares, en la actual calle Alfaro; su fabricación de cántaros, tinajas, etc. cubría la demanda del alto número de bodegas, que en aquellos años ya existían. En el barrio de San Pascual, por el que pasaba el segundo brazo del río Piedra, se fabricaban los alambiques, usados para la destilación del aguardiente; en 1845 se contabilizaron en Carenas, seis fábricas de aguardiente de orujo.
- Otros gremios presentes fueron: desde el siglo XIV tuvieron gran relevancia en la zona los cuberos y boteros por la gran cantidad de bodegas que se construían en Carenas; solían ser originarios de Vascongadas y Navarra. Aparecen, igualmente, los herreros, hojalateros,  los cesteros y albarceros.
- También hubo en Carenas explotaciones mineras que dejaron los nombres de: La liebre, San Antonio, Reservada, San Julián, San Antón, San Emiliano, Pozo del Fraile, etc. Y durante la Edad Media, dispuso de hospedería regentada por los monjes, primero, y luego por el Concejo de Carenas.

### Carenas en elsigloXXI
Carenas sufre, actualmente, el envejecimiento por despoblación. Se repite el esquema demográfico de otros pueblos: abandono de las zonas rurales, proceso migratorio hacia los grandes municipios y el consecuente envejecimiento poblacional. El proceso, aunque difícil, puede ser reversible en estos pueblos avejentados, si se admite la posibilidad de rejuvenecerlos con un aporte inmigratorio de familias jóvenes, procreadoras y con espíritu dinámico que inyecten sangre joven en la vida del pueblo y que transformen sus estructuras y hasta el propio hábitat.
La población de Carenas se ha estancado en las últimas décadas y sufre este proceso de envejecimiento acusado, al igual que otros muchos pueblos de Aragón. Es un, escaso, 10% de la población, que pudiera considerarse activa, la que se dedica a la agricultura, quedando una mínima parte de la huerta, que antaño fue su gran riqueza, en las manos envejecidas de personas jubiladas. El urbanismo, en sí mismo, no refleja este envejecimiento al ser considerado, el pueblo, lugar de veraneo por parte de la población que antaño emigró y que mantienen sus hogares actualizados, así como otros servicios urbanísticos aportados por la administración pública. Esta especie de turismo autóctono arrastra una parte que, aunque sea mínima, alienta el mantenimiento de tres casas rurales en Carenas.

## Demografía
Carenas cuenta con una población de 167 habitantes (INE 2024).
| Gráfica de evolución demográfica de Carenas entre 1842 y 2021                                                       |
| |
| Población de derecho según los censos de población del INE Población de hecho según los censos de población del INE |

## Administración y política
| Período   | Alcalde                    | Partido |  |
| --------- | -------------------------- | ------- |  |
| 1979-1983 | Alfonso Melendo Magaña     | PSOE    |  |
| 1983-1987 | Alfonso Melendo Magaña     | PSOE    |  |
| 1987-1991 | Manuel Casado Rubio        | PAR     |  |
| 1991-1995 | Manuel Casado Rubio        | PAR     |  |
| 1995-1999 | Manuel Casado Rubio        | PP      |  |
| 1999-2003 | Manuel Casado Rubio        | PP      |  |
| 2003-2007 | Manuel Casado Rubio        | PP      |  |
| 2007-2011 | Manuel Casado Rubio        | PP      |  |
| 2011-2015 | Manuel Casado Rubio        | PP      |  |
| 2015-2019 | Manuel Casado Rubio        | PP      |  |
| 2019-2023 | José Vidal Casado Pomareta | PP      |  |
| 2023-2027 | José Vidal Casado Pomareta | PP      |  |

| Partido político    | Partido político                                   | 2003   | 2007   | 2011   | 2015   | 2019   | 2023   |
| Partido político    | Partido político                                   | Ediles | Ediles | Ediles | Ediles | Ediles | Ediles |
|                     | Partido Popular de Aragón (PP)                     | 5      | 5      | 4      | 4      | 4      | 4      |
|                     | Ciudadanos (CS)                                    | —      | —      | —      | 1      | —      | —      |
|                     | Partido de los Socialistas de Aragón (PSOE-Aragón) | —      | —      | 1      | 1      | 1      | 1      |
|                     | Partido Aragonés (PAR)                             | —      | —      | —      | —      | —      | —      |
|                     | Chunta Aragonesista (CHA)                          | —      | —      | —      | —      | —      | —      |
|                     | Izquierda Unida (IU)                               | —      | —      | —      | —      | —      | —      |
| Total de concejales | Total de concejales                                | 5      | 5      | 5      | 5      | 5      | 5      |

## Infraestructuras y cultura
En la primera década del siglo XXI no había ninguna escuela activa en el municipio, aunque dispone de una serie de infraestructura que permiten realizar deportes o fomentar la cultura en el municipio como son las piscinas municipales Las Cardelinas inauguradas el 30 de junio de 2006, el parque de Los Cardelinos construido en 1999, un frontón y la Casa de Cultura, inaugurada en la década de 1990 y en la que hay una pequeña biblioteca.
A principios del siglo XXI la revista cultural Karenis se publicaba gracias a un pequeño grupo de entusiastas vecinos, a través de la Asociación para la Defensa del Patrimonio de Carenas, ASPACAR.
La jota ha sido en Carenas la gran compañera, con su más genuina expresión, en todo tipo de labores agrícolas y festejos; siempre ha mantenido, esta Villa, la fama de cantar bien y de tener buenas voces. Merecen especial atención: el tenor Florencio Magaña, el tío Pubilao con su voz de barítono, la familia de los «Sandalios», la familia de los «Chinchines» con las actuaciones del hermano mayor, Carmelo, en el popular Teatro Apolo del Paralelo barcelonés de los años 1960, los hermanos José María Gutiérrez, Sebastián Gutiérrez, Juan Gutiérrez, y un largo etc., que la decadencia económica de la Villa, ha repartido por otras provincias; sólo permanece en Carenas, como entusiasta portador de este estandarte, el jotero Luis Pérez L. (Luis Pérez de Carenas, como nombre artístico).

## Lugares de interés
Carenas tiene un gran patrimonio de su pasado, y también del presente más cercano, entre ellos cabe destacar:
La ermita de Santa Ana
Se encuentra en la plaza del mismo nombre. Desde la plaza principal y por la calle de igual nombre, Santa Ana, se llega directamente a la ermita. Santa Ana es la patrona del pueblo, junto con San Pascual y San Sebastián.
La antigua ermita, llamada Santa Ana la Vieja, de la que sólo queda la sacristía, data del siglo XV o XVI, pero no será hasta finales de este siglo cuando se construyó la gran ermita, seguramente una de las más grandes de la comarca de Calatayud, con dimensiones de iglesia parroquial. Con su construcción y finalización de las obras, hacia el 1655, las gentes de Carenas proclamaron su independencia de los monjes del Monasterio de Piedra. 
Su planta es de cruz latina y bóvedas de lazo, perfectamente adosadas a la antigua construcción. Se reformó, posteriormente, con coro alto y  el cuerpo de campanas. Destaca la cúpula-linterna elíptica, con decoración en yeserías, barroco mudéjares. Entre las obras de arte que se conservan en ella, destacan su puerta de entrada, de bella factura, enmarcada por dintel de piedra; el retablo mayor de estilo barroco y de notables dimensiones, está dedicado a Santa Ana, cuya escultura está depositada en la hornacina central y fue realizada en 1678, por el escultor Bernabé de Jáuregui; el retablo de San Ramón Nonato, del XVII, como también son del mismo siglo la Divina Pastora, la Sagrada Familia, el de la Inmaculada y, seguramente, el de San Isidro Labrador. Merece especial atención el retablo del Cristo de la Langosta o Santo Crucifijo, donación testamental de Fray Juan de Molina y Entrena (1576-1652), una magnífica talla, que puede ser, del siglo XV. A esta talla se le atribuyen numerosos milagros. Merece, igualmente, atención el retablo de la Virgen del Carmen, del siglo XVIII, de estilo neoclásico. Destacan, en la ermita de Santa Ana, sus tres campanas llamadas del «Cristo de la Langosta» (1840), de la «Asunción» (1882) y «Campanillo», fundidas en Sigüenza, por Colina y Quintana. Sus toques y repiques, de la mano de los hermanos Herminio y José Ruiz, han dado la vuelta al mundo a través de las publicaciones del antropólogo valenciano Francesc Llop i Bayo, siendo estudiados en universidades de Holanda, Francia, Estados Unidos y mereciendo especial atención por parte de la Unesco. 
Iglesia de Nuestra Señora de la Asunción
Antiguamente llamada de Santa María, se comenzó a edificar en el 1258, por iniciativa de los monjes del Monasterio de Piedra, ocupando el lugar del antiguo castillo de Carenas (1127), del que sólo quedan los restos parciales de un torreón, adosado a la iglesia actual. En el año 1548 se le hizo una gran reforma con mampostería de ladrillo y posteriormente, en el siglo XVII, se realizó la última ampliación, de claro aspecto barroco.
Su planta es rectangular, con tres naves, siendo la central la más ancha, con coro y torre de subida al campanario, a los pies. Bajo el coro un pórtico en madera, de estilo mudéjar tardío (1548), que da acceso a la iglesia y en la cabecera de la planta está la sacristía y la antigua torre del castillo, que da paso al interior de las bóvedas.
El retablo mayor, de estilo barroco, se le atribuye, sin documentar, al escultor Jerónimo Cósida (siglo XV).
En las naves laterales hay retablos menores dedicados a diferentes santos, como el de la Virgen del Rosario (siglo XVI), el retablo de la Virgen de la Leche, dándole el pecho al niño Jesús (del XV), el retablo de San Vicente, el retablo del Cristo, etc.
Su campanario es de construcción cuadrangular con dos campanas frontales y un campanillo lateral.
Pertenece al arciprestazgo del Alto Jalón.
Embalse de la Tranquera
Llamado popularmente el «pantano de la Tranquera». La Tranquera tiene una capacidad de 84 hm³ y una extensión de 530 hectáreas. Fue construido entre 1952 y 1969 con un sistema de embalse llamado de «gravedad»; este tipo de construcción consiste en que el propio peso del muro es el encargado de resistir el empuje del agua; un muro de gravedad está considerado de mayor duración sobre los otros sistemas con la ventaja añadida, de un menor mantenimiento. Regula las aguas del río Piedra, del río Mesa y el río Ortiz para el abastecimiento doméstico y riego, y con su situación entre los municipios de Carenas y Nuévalos, presenta posibilidades para el aprovechamiento de sus riberas con hoteles, restaurantes y camping, así como una zona para la práctica de la pesca y los deportes acuáticos.
Palacio de la Alcaidía
Edificio, que fue propiedad de los monjes cistercienses de Piedra, levantado en el siglo XIII. En 1687, el Monasterio de Piedra finalizó el espléndido cuerpo de escaleras de la Alcaidía, con columnas barrocas y capiteles en los que se mezclan el estilo jónico y corintio, imitando la antigua arquitectura romana. El recinto queda cubierto con una cúpula linterna rematada con un minarete de ocho lados y ventanales de alabastro que iluminaban el recinto inferior; la zona media queda abierta con arcos de arquitectura muy rebajada y con una escotadura en el centro de la clave, que lo hace semejante a un pabellón o cortinaje (conopial). La decoración del recinto se hizo con pinturas al temple, mezclando el esgrafiado. En una leyenda puede leerse: «año 1687». Conserva en el exterior el escudo monacal de los monjes de Piedra, así como el reloj de sol con fecha, grabada, 1738.
Ermita del Santo Sepulcro
La ermita del Sepulcro data del siglo XVII, aunque hay elementos que podrían datarla en el siglo XVI. Una parte de su planta está excavada en la montaña, adaptándose a la orografía del terreno, lo que le da, realmente, el aspecto de un sepulcro. En su interior se encuentran los restos de: «Antonio de Luna, oriundo de la villa de Carenas y beneficiado perpetuo de la iglesia parroquial, hizo esta capilla. Año 1629», tal como reza su losa sepulcral. La planta de tres naves, las dos laterales más pequeñas, a las que se accede por arcos o contrafuertes sobre los que descarga el peso de la nave central. Se remata con una especie de ábside o cabecero circular, que sirve para enmarcar y ensalzar el retablo mayor, de aspecto majestuoso. Destaca una pila de agua bendita del siglo XVI, en la que aparece el nombre del orfebre, un tanto incompleto; está ricamente decorada y conserva una estrella de ocho puntas. El retablo mayor, enmarcado por dos columnas que soportan un frontón curvo partido que se remata con el escudo de la familia Luna y bajo él, el signo de la muerte con seis calaveras. En su centro se abre una hornacina a media altura donde aparece Jesús Crucificado y, justamente debajo, otra hornacina sepulcral del Cristo Yacente y en la parte inferior, la tumba de Antonio de Luna y sendas cartelas a modo de escudo del apellido Luna. La pieza principal es un Cristo Yacente. Es una buena talla, seguramente del siglo XVII, que presenta pintura y pigmentación original. Es de buenas proporciones y exhibe un gran estudio anatómico, siendo el conjunto de gran expresión y belleza. Es sacado, en su lecho, en la procesión de Semana Santa. En el exterior una estatua de forja, de corte moderno, sobre pedestal.
Castillo de Somet
Este castillo fue citado, por primera vez, en el 829 y está emplazado en lo alto del cerro, al que le dio nombre; desde sus 800 metros de altitud con cresta rocosa, se controlaba el valle del río Piedra, del Mesa y del Ortiz y llegó a ser una de las más importantes fortalezas de la comarca de Calatayud. Al pie del cerro se encontraba el pueblo del mismo nombre.
El emplazamiento se componía de una  plataforma inferior, donde se refugiaba la población en caso de guerra; una segunda plataforma flanqueada por una torre y la plataforma superior con la torre del homenaje, la torre de la enseña y el patio de armas.
A partir del 1201, el Monasterio de Piedra comienza una política de compra de tierras en Somet, para ampliar las propiedades del monasterio. Desde 1279 Somet fue una aldea perteneciente a Calatayud. Por los años 1322, aparece como granja del Monasterio de Piedra. En 1407 se documenta el último alcaide del castillo de Somet, y este mismo año el rey Martín I vendió la jurisdicción del lugar de Somet a Gonzalo de Liñán. En 1454 Somet quedó arrasada por los soldados castellanos que guerreaban contra Aragón. En 1503 el aprovechamiento de Somet pasa a manos de los pueblos que lo rodean, entre ellos Carenas, junto con el Monasterio de Piedra. En 1860 la pardina de Somet pasa a la jurisdicción de Carenas, por decreto de Isabel II, apareciendo como granja hasta 1960, que sus tierras desaparecen bajo las aguas del pantano de la Tranquera.  Está catalogado como zona arqueológica.

## Personajes célebres
- Juan de Molina y Entrena (1579 - 1652) fue un fraile español, de la Orden de la Merced, al que de le atribuye haber realizado curaciones y otros actos milagrosos.
- Fray José Abad (1616 - 1667), fraile mercedario orador y poeta. Doctor teólogo de la Universidad de Huesca.
- Fray Jerónimo de Pasamonte (1553 - ¿1604?), militar y escritor del Siglo de Oro.
- Fray Sebastián Molina (1635 - ¿?), monje mercedario sobrino de Fray Juan de Molina, fue Comendador del Olivar y rector del colegio de Huesca.
- Antonio Tirado Torres (1850 - 1907). Miembro de la Real Academia de Bellas Artes de San Fernando y miembro de la Comisión Provincial de Monumentos de Orense.
- Manolo Kabezabolo (1966 - ). Cantautor punk.

## Acceso
Para llegar a Carenas, aunque hay varias vías, todas parten de la A-2 (Autovía del Nordeste Madrid/Barcelona). La más adecuada, tanto si proceden de Madrid como de Barcelona, es el desvío Ateca/Castejón de las Armas/Carenas, no obstante si la dirección de origen es Madrid, puede tomarse la salida 204 de la A-2, Alhama de Aragón, comarcal A-2502 hasta el cruce con la comarcal A-1501 dirección Carenas.
Como puntos turísticos de referencia, para localizar la Villa, son el embalse de la Tranquera, y el cerro Somet, una montaña con pasado árabe que se levanta a orillas del embalse; desde estos lugares se puede llegar al pueblo por la carretera, con unos 2 kilómetros de paseo hasta el núcleo urbano.